# Lago Liepnitz
El lago Liepnitz (en alemán: Liepnitzsee) es un lago situado al noreste de la ciudad de Berlín, en el distrito rural de Barnim, en el estado de Brandeburgo (Alemania), a una elevación de 49.7 metros; tiene un área de 117 hectáreas.